# Anidrase carbónica

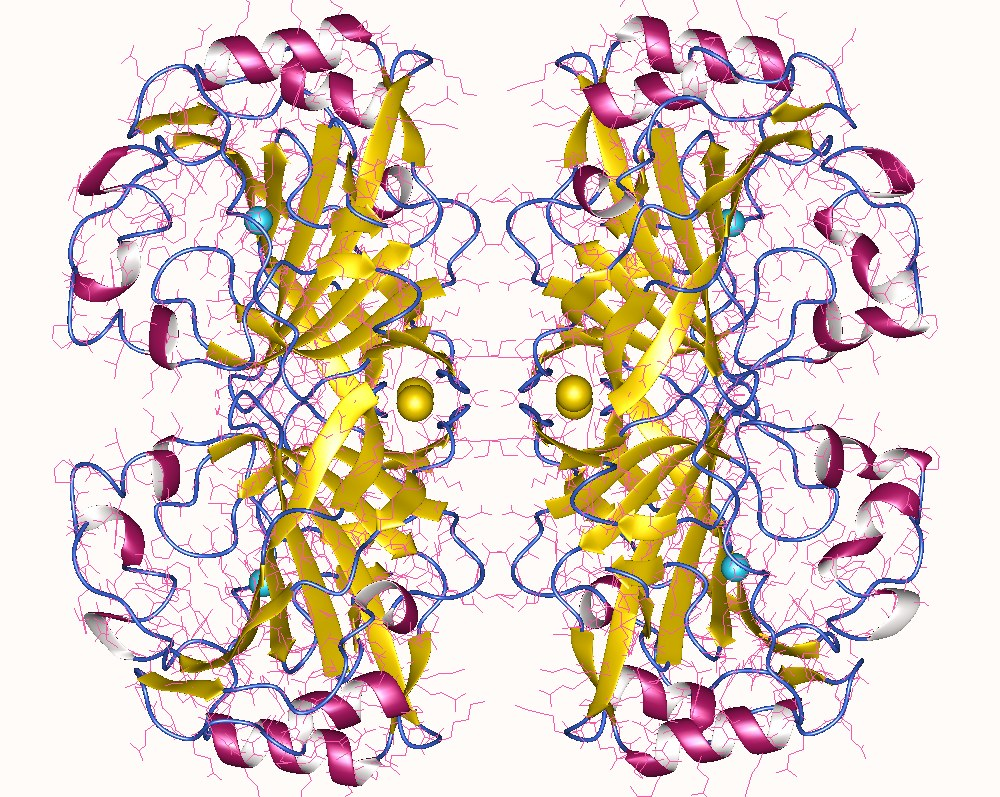
Carbonic anhydrase tetramer, Thermovibrio ammonificans.

Anidrase carbônica ou anidrase carbônica (sigla inglesa CA - Carbonic Anhydrase) é uma enzima que tem um papel importante no transporte do CO2 e no controle do pH do sangue. Os seres humanos apresentam a anidrase carbônica humana II (HCA II) (mostrado na figura File:Ficheiro:Sitio ativo anidrase carbônica humana II.gif).

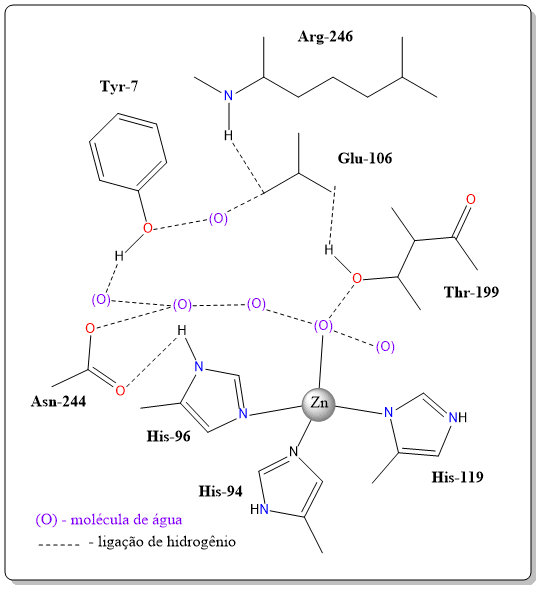
Sítio ativo da anidrase carbônica humana II

Catalisa a conversão de dióxido de carbono e água em ácido carbônico (H2CO3). Essa reação ocorreria naturalmente na água, mas tão devagar (k~10−1 s−1), que seria incompatível com as trocas de gases que ocorrem constantemente para a manutenção da vida. A enzima anidrase carbônica acelera essa reação a uma taxa de 104 a 106 s−1. O ácido carbônico acaba por se dissociar espontaneamente em prótons (H+) e íons bicarbonato (HCO3-).
. Em pH 9 a reação não catalisada se torna mais rápida [uma vez que OH- é mais nucleofílico do que H2O] (k~104 M−1 s−1) para a reação {\displaystyle {\ce {CO2 + OH- <=>HCO3-}}}.
É uma enzima ubíqua em seres vivos, presente em animais, plantas e muitas bactérias.

## Mecanismo Catalítico
A anidrase carbônica, do tipo I e II, apresenta dois grupos ácidos, a água coordenada ao zinco e uma histidina livre. Em pH fisiológico (~7,35 – 7,45) a enzima está essencialmente na forma desprotonada Zn – OH (pKaOH2 coordenada = 6,8) mostrada em A. Essa porção realiza um ataque nucleofílico ao dióxido de carbono (passo B) formando bicarbonato em C, que sofre rearranjo por transferência de próton para o átomo de oxigênio terminal em D deixando mais disponível para realizar ligação de hidrogênio com a água do meio ou C interagindo diretamente com a água formando ligações de hidrogênio (E). Há então a coordenação da molécula de água ao metal (F) que fica espécie pentacoordenada em maior quantidade, o que favorece o abandono do íon HCO3- e sobrando o complexo tetracoordenado do tipo Zn – OH2. Logo em seguida há a desprotonação pela porção residual da histidina livre que fica protonada (H). Logo em seguida outra histidina livre desprotonada é trocada pela espécie protonada retornando o ciclo novamente ao estágio A File:mecanismo).

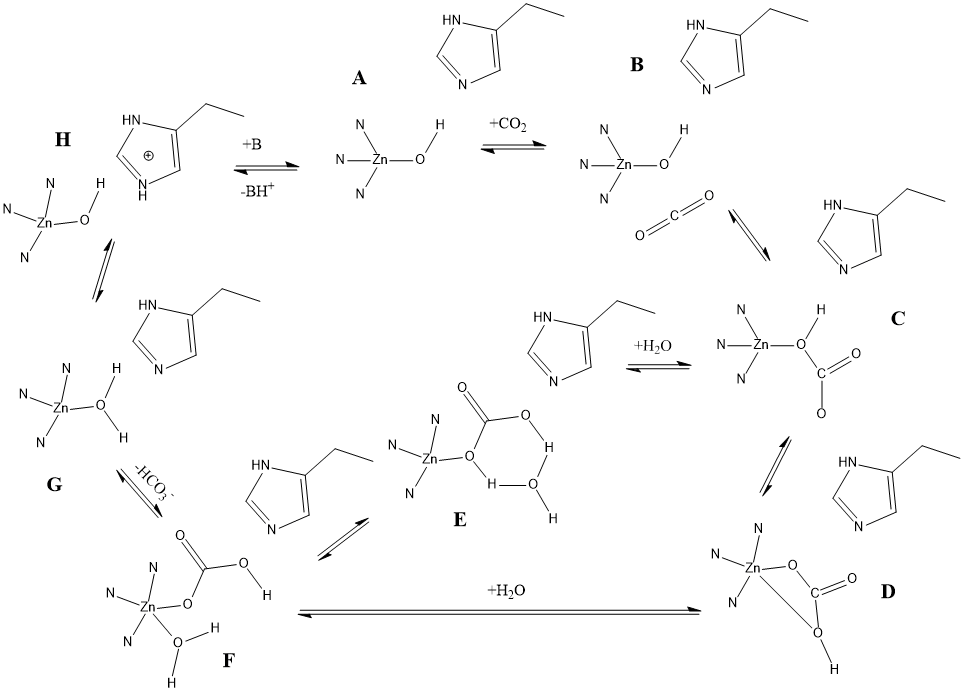
Mecanismo catalítico da CA.

### Sondas Metálicas para Anidrase Carbônica

#### Anidrase Carbônica Cobalto Substituída
A troca do sítio catalítico metálico de Zinco (II) por Cobalto (II) faz com que algumas propriedades da enzima sejam modificadas, por exemplo, propriedades paramagnéticas são observadas ao mudar a camada de valência de d10 para d7, deixando elétrons desemparelhados na presença de um campo ligante, podendo assim, ser usado como sonda de Zn(II) em ensaios de RMN, sendo o espectro de RMN de 1H usado para monitorar variações estruturais na presença e ausência dos substratos. O espectro eletrônico também pode ser obtido pela técnica de espectroscopia eletrônica de absorção do ultravioleta-visível (UV-Vis) com absorção em 640 nm na presença de altos valores de pH. As isoenzimas da enzima cobalto substituída apresentam distintos valores de pKa, a CoHCA I (anidrase carbônica humana I cobalto substituída) apresenta pKa em torno de 8, a CoBCA II (anidrase carbônica bovina II Cobalto substituída) e a CoHCA II (anidrase carbônica humana II Cobalto substituída) apresentam pKa em torno de 6,5 e a CoBCA III (anidrase carbônica bovina III Cobalto substituída) em torno de 5,5.
Essas enzimas apresentam número de coordenação 4, entretanto, pode chegar até 5 na CoBCA II.

#### Anidrase Carbônica Cobre Substituída
A apoenzima da HCA II coordena 2 equivalentes de Cobre (II) com alta afinidade, formando dois centros de cobre tipo II não acoplados na CA (CuA e CuB). O centro CuB de baixa afinidade pela apoenzima apresenta a forma convencional de coordenação da ZnCA com (His)3, por outro lado, o sítio CuA de alta afinidade tem geometria de coordenação desconhecida.
A enzima apresenta três resíduos de histidina coordenados e também se coordena com a água (sítio C - hidrofílico) e com um grupo aniônico X, geralmente CN-, ou porção hidrofóbica (sítio B), apresentando um arranjo com geometria piramidal quadrada. Essa sonda pode ser utilizada para obter espectros eletrônicos, de ressonância magnética nuclear e de ressonância de spin de elétrons (EPR).